# 슈판다우 근교선
슈판다우 근교선(독일어: Spandauer Vorortbahn)은 1907년부터 1909년까지 개통된 베를린 S반의 노선으로, 베를린 도심선과 베를린 슈판다우역을 연결하며 함부르크선 도심연결선의 기능을 분산한다. 이 노선의 개통 이후 장거리 열차는 중간 정차역 없이 도심선과 슈판다우역 사이를 직통하며, S반 열차는 중간 정차역에 모두 정차한다.

## 노선

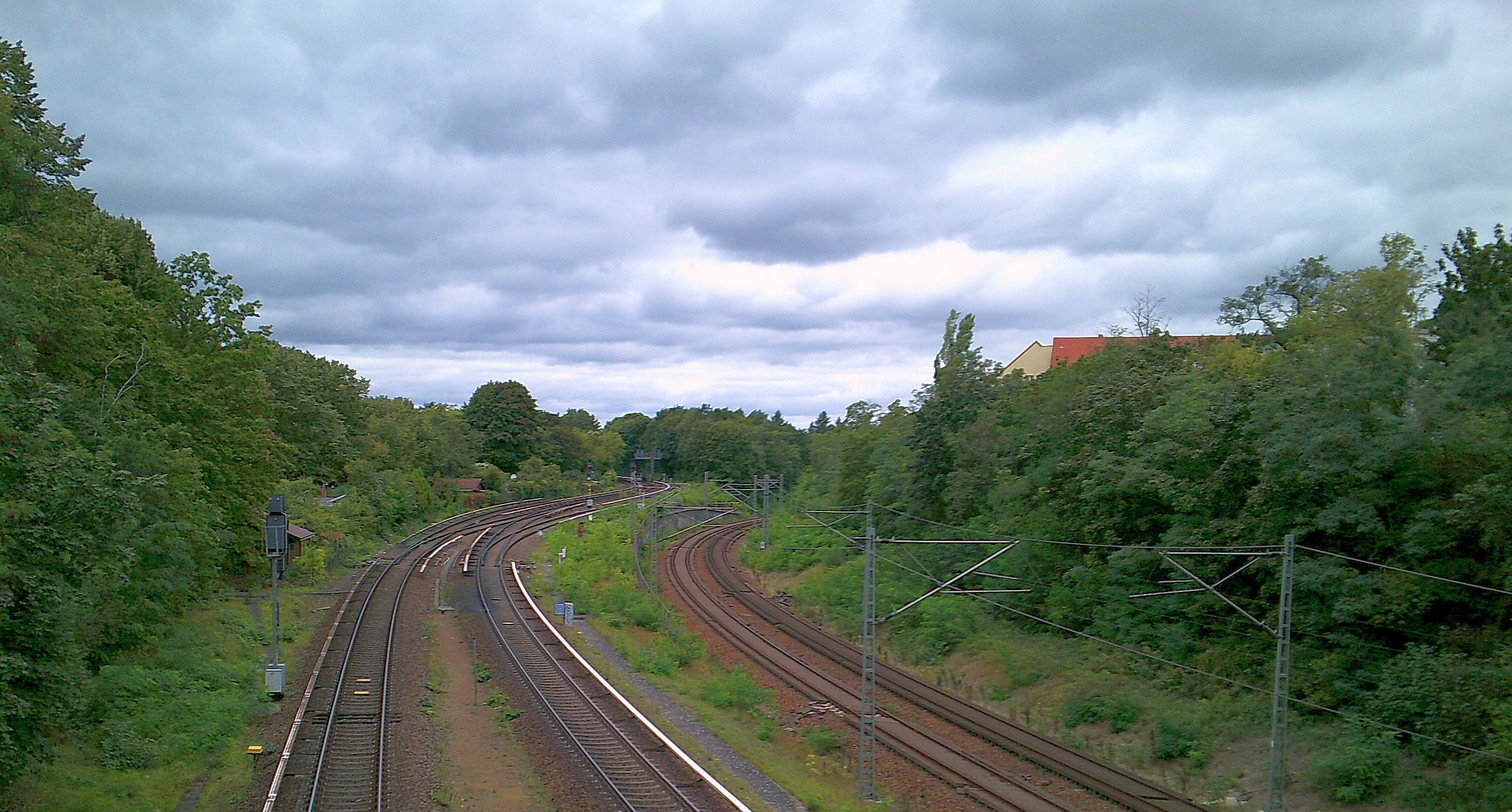
헤어슈트라세역 북쪽에서 갈라지는 슈판다우 근교선(왼쪽)과 함부르크선 도심연결선(오른쪽)

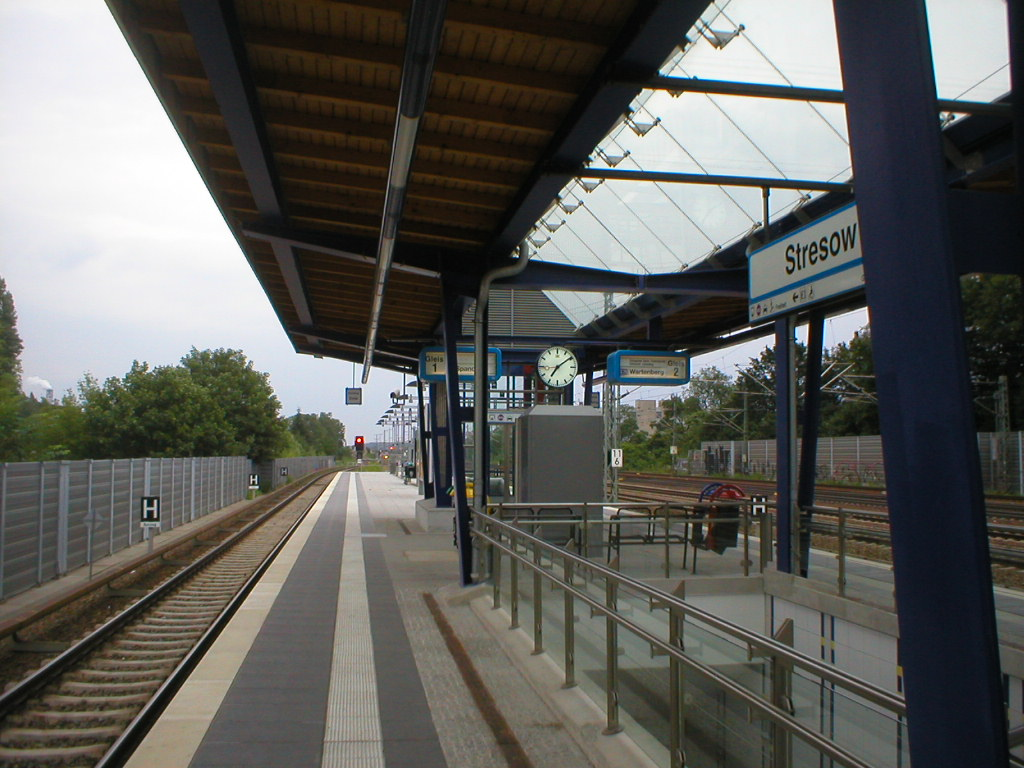
베를린 슈트레소역

이 노선은 베를린 베스트크로이츠역에서 도심선의 연장으로 시작하며, 장거리 열차선과 평행하게 진행하다가 헤어슈트라세역에서 북쪽으로 꺾어 올림피아슈타디온역으로 향한다. 이 일대에서 그루네발트 숲 및 자연보호구역의 북쪽을 시나간다. 슈판다우역으로 진입하기 전까지는 레어테선 및 함부르크선과 평행하게 진행한다.

## 역사
1906년부터 1909년까지 그루네발트 숲 북쪽에 건설된 그루네발트 경마장(Rennbahn Grunewald)으로 더 많은 손님을 유도하고, 경마장 남쪽의 헤어슈트라세(Heerstraße)를 따라서 건설된 새로운 주거 지구를 위한 철도 교통이 계획되었다. 또한 당시 철도국에서는 함부르크선 도심연결선의 부하 분산을 위한 대체 노선을 계획하고 있었다. 베를린으로 개최가 예정되었던 1916년 하계 올림픽 대비를 위해서 1907년 제안된 초기 계획에는 1912년-1913년에 경마장 근처에 도이체스 슈타디온(Deutsches Stadion)을 건설하고 대중 교통과 연결할 계획이 있었다.
슈판다우 근교선을 건설하면서 1909년에는 헤어슈트라세(Heerstraße), 렌반(Rennbahn), 피헬스베르크(Pichelsberg)역이 개통했다. 렌반역은 1936년에 라이히스슈포르트펠트역(Reichssportfeld)으로, 1950년에는 올림피아슈타디온(Olympiastadion)역으로 개명되었다. 올림피아슈타디온역은 평시에는 1면 2선 승강장만 사용하지만, 대형 행사 시 사용하는 4면 8선 두단식 승강장이 같이 건설되어 있다. 슈트레소역은 과거 슈판다우역이었으나, 1997년 장거리 열차가 당시 슈판다우 베스트역으로 이전하면서 이름이 변경되었다.
장거리선과 S반선은 헤어슈트라세역 북부에서 분리된다. 1920년대 노선 확충과 신규 건설 및 베를린 메세 확장 과정에서 슈판다우 근교선과 함부르크선 도심연결선의 경로가 현재와 같이 변경되었다. 이 과정에서 새로운 두 노선간 교차역인 아우스슈텔룽(Ausstellung)역이 건설되었으며, 1932년부터는 베스트크로이츠(Westkreuz)역이 되었다. 이 역은 슈판다우 근교선, 베를린-블랑켄하임선, 베를린 순환선 열차가 모두 만나는 역이며, 장거리 열차는 베를린 샤를로텐부르크역의 도심선 승강장에만 정차한다. 또한 베를린-블랑켄하임선의 아이히캄프(Eichkamp)역이 폐역되고 슈판다우 근교선의 새로운 노선으로 이전했다. 당시에는 ET 165 전동차가 슈판다우 방면으로 운행했다.
1936년 하계 올림픽을 준비하면서 그루네발트 경마장과 도이체스 슈타디온이 해체되고 올림피아슈타디온 베를린이 그 자리에 건설되었다. 이 과정에서 라이히슈포르트펠트역으로 개명된 렌반역 남쪽에 추가 출입구가 설치되었고 임시 승강장이 설치되었다.
제2차 세계 대전 당시에 연합군에 의한 폭격 피해를 상대적으로 적게 받았기 때문에 전후 복구가 빠르게 진행되었으나, 서베를린에서의 S반 보이콧으로 인하여 승객 수는 증가하지 않았다. 1980년 9월 17일 독일국영철도 파업 당시 다른 서베를린 S반 노선처럼 운영을 중단했다.

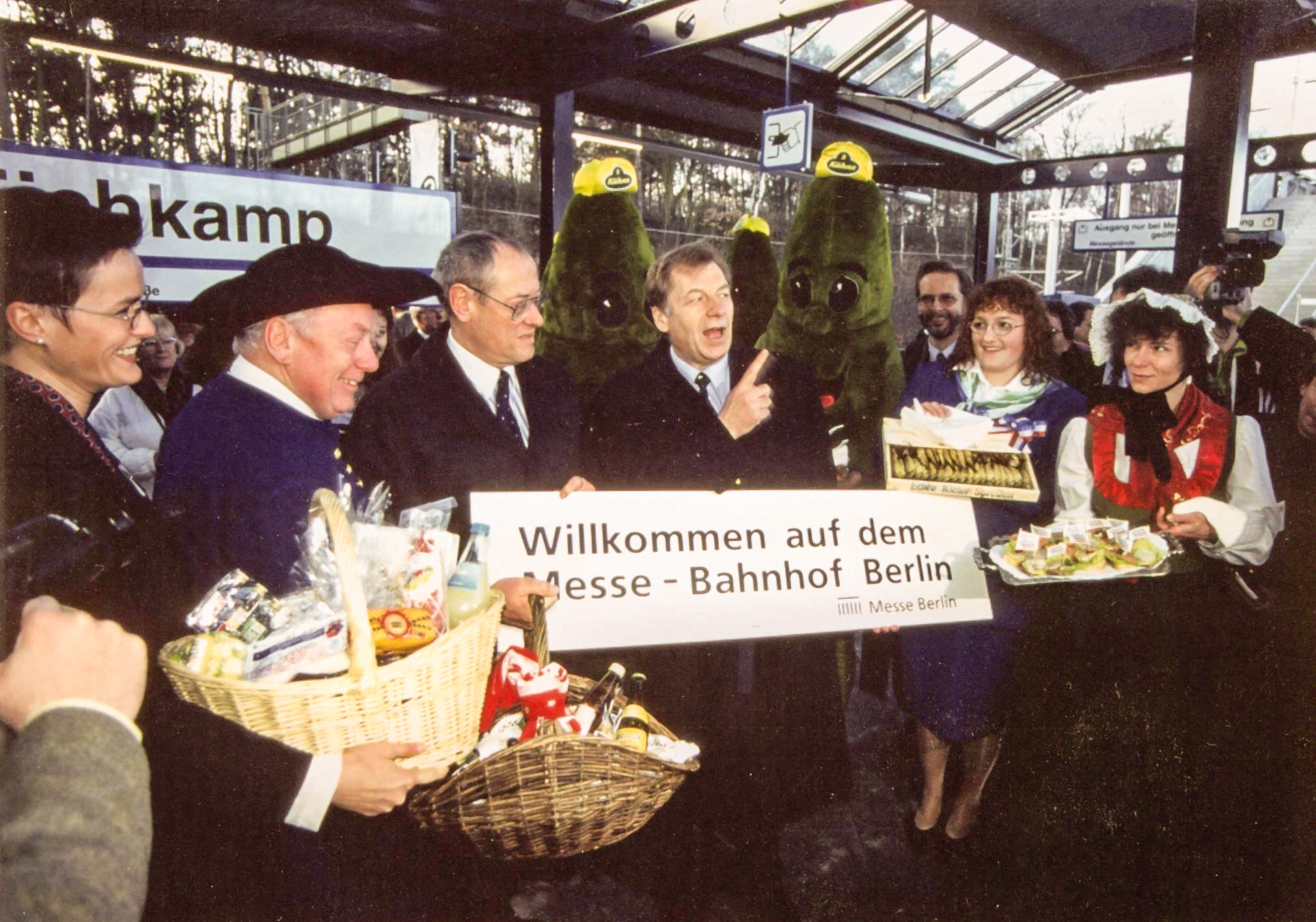
1998년 1월 16일 베스트크로이츠-피헬스베르크 구간 재개통식

영업을 중단한 약 18년 후인 1998년 1월 16일 베스크트로이츠-피헬스베르크 구간이 재개통되었고, 같은 해 12월 30일에는 슈판다우역까지 재개통되었다. 피헬스베르크-슈판다우 구간 4.9 km 노선 개보수공사에는 1억 3600만 마르크가 투입되었다.
2002년에는 아이히캄프역이 메세 쥐트(Messe Süd)역으로 개명되었다. 같은 시기에 개명된 비츨레벤역과 동일한 이유인 베를린 메세 홍보 차원에서 개명되었으나, 인근 거주자들의 반대가 있었다. 베를린 메세에 대규모 행사가 있을 때 이용되는 역이며, 개명 비용은 베를린 메세에서 부담했다.

## 참고 문헌
- Erich Giese: Der neue Bahnhof Rennbahn im Grunewald bei Berlin und die Herstellung besonderer Vorortgleise zwischen Bahnhof Heerstraße und Spandau. In: Zentralblatt der Bauverwaltung, 30. Jg., 1910,
  - Nr. 83 (vom 15. Oktober 1910) (urn:urn:nbn:de:kobv:109-opus-44246:{{{2}}}), S. 537–542 (1. Teil),
  - Nr. 85 (vom 22. Oktober 1910) (urn:urn:nbn:de:kobv:109-opus-44265:{{{2}}}), S. 553–557 (2. Teil).
- Bernhard Strowitzki: S-Bahn Berlin. Geschichte(n) für unterwegs. GVE, Berlin 2004, ISBN 3-89218-073-3.